# 石原朋典
石原 朋典（いしはら とものり、10月28日 - ）は、日本の男性声優。神奈川県出身。元青二プロダクション（ジュニア）所属。方言は関西弁。

## 出演

### テレビアニメ
2015年
- ONE PIECE（2015年 - 2016年、市民、海兵、学者）
- ドラゴンボール超（客）
- ONE PIECE 〜アドベンチャー オブ ネブランディア〜

2016年
- 坂本ですが?（大将）
- DAYS（他校部員）
- 私がモテてどうすんだ（他校生、地元の大学生）
- ユーリ!!! on ICE（藤原晃）

### 劇場アニメ
- 告白実行委員会〜恋愛シリーズ〜（2016年） - 2作品

### ゲーム
2014年
- あやかしごはん（座敷童）

2015年
- 大正×対称アリス
- 三国大戦スマッシュ!（曹操）
- 英雄伝説 空の軌跡 EVOLUTIONシリーズ（強化兵）
- ケイオスドラゴン 混沌戦争

2016年
- 仮面ライダー バトライド・ウォー創生（仮面ライダーW〈フィリップ〉）
- 蒼き雷霆 ガンヴォルト 爪（テセオ）
- オール仮面ライダー ライダーレボリューション（仮面ライダーW〈フィリップ〉）

2017年
- 仮面ライダー クライマックスファイターズ（仮面ライダーW〈フィリップ〉）

2022年
- 蒼き雷霆 ガンヴォルト 鎖環（テセオ）

2024年
- カルドアンシェル（テセオ）

### ドラマCD
- 蒼き雷霆 ガンヴェルト 爪 限定盤付属ドラマCD（2016年、テセオ[5]）

### ドラマ
- スクミュ!!（田中）

### ラジオ
- showroom×LF 君色ストーリア（城田仁[1]）